# Mysida
Ordre
Mysida est un ordre de crustacés appartenant à la classe des Malacostracés et au super-ordre des Péracarides.

## Liste desfamilles
Selon World Register of Marine Species (2 septembre 2015) :
- famille Mysidae Haworth, 1825
- famille Petalophthalmidae Czerniavsky, 1882

Selon ITIS (2 septembre 2015) :
- famille Lepidomysidae Clarke, 1961 (placé sous Stygiomysida par WoRMS)
- famille Mysidae Haworth, 1825
- famille Petalophthalmidae Czerniavsky, 1882
- famille Stygiomysidae Caroli, 1937 (placé sous Stygiomysida par WoRMS)